# Рационализация (психология)
Рационализацията може да се определи като използване на „добри“ причини, но не истинските причини за държането по определен начин. С тази стратегия човек може да осигури рационално обяснение на поведението и правейки това, да скрие от себе си и от другите по-малко подходящата (или изцяло неподходящата) мотивация. Психоаналитикът Ерих Фром казва по въпроса:
| „ | Психоанализата открива ново измерение на истината; тя показва, че истинската вяра в твърдението не е достатъчна, за да се установи неговата истина; само чрез разбиране на собствените несъзнателни процеси човек може да узнае дали става дума за рационализация, или за истина: Тук лесно може да възникнат неясноти. Сега обсъждаме явява ли се мотивът, който човекът смята за причина на своите действия, истински мотив. Не става дума за истинността на рационализираното твърдение като такова. Нека да дадем прост пример: ако човек не излиза от дома си, страхувайки се да не срещне някого, но за причина посочи силния дъжд, то той рационализира. Истинската причина е страхът, а не дъждът. При това само по себе си рационализираното твърдение, а именно, дъждът, може да бъде и истинно. | “ |